# 安谷屋正義
安谷屋 正義（あだにや まさよし、1921年〈大正10年〉8月26日 - 1967年〈昭和42年〉7月29日）は、昭和時代に沖縄県で活躍した洋画家。

## 生涯
東京府北豊島郡滝野川町田端（現・東京都北区田端）に生まれる。1929年（昭和4年）に沖縄県に転居し、沖縄県立第二中学校で比嘉景常の指導を受け、西洋画を志す。
1940年（昭和15年）、東京美術学校図案科に入学し、在学時に出征するが、1945年（昭和20年）の敗戦で除隊する。その後、大分県日田市の日田漆器に入社するが、米軍占領下の沖縄に戻り、1948年、首里市儀保町（現・那覇市首里儀保町）のニシムイ美術村に住宅兼アトリエを建てて住む。
1949年、第1回沖縄美術展覧会（沖展）が開かれると、名渡山愛順・大嶺政寛ら戦後第一世代の審査内容に反発し、1950年に安次嶺金正・玉那覇正吉らと「五人会」（1954年に「グループとしての活動の意義が終わった」という理由で解散）を結成した。安谷屋は沖縄戦によって徹底的に破壊された沖縄の現実を見つめ、モダニズムを志向した。
1951年には琉球大学講師に、1954年には助教授に就任する。
1957年に春陽会賞を受賞し、このころより白を基調とした空間と線の構成になる。1958年には『塔』・『廃船』を制作し、同年東京の国立近代美術館で開催された「抽象絵画の展開」展に作品を出陳した。また、安次嶺金正・玉那覇正吉・安次富長昭らと「創斗会」（そうとかい）を結成し、沖展運営員にもなった。
1960年、ロックフェラー財団基金により米・英・仏・伊の美術館を視察し、翌1961年、琉球大学文理学部美術工芸科教授に就任する。1965年、大城立裕らと「ねじの会」を結成したが、2年後の1967年、46歳で死去した。

## 書籍等
- 『安谷屋正義遺作展』琉球政府立博物館、1969年7月。 NCID BB25425995。
- 『安谷屋正義 絵と文』安谷屋正義作品集刊行会、1973年7月。 NCID BN14953930。
- 『安谷屋正義回顧展』沖縄県立博物館、1979年7月。 NCID BN14953216。
- 『安谷屋正義展 モダニズムのゆくえ』沖縄県立博物館・美術館、2011年1月。 NCID BB05261410。全国書誌番号:21901152。
- 『安谷屋正義展 モダニズムのゆくえ』 別冊、沖縄県立博物館・美術館、2011年1月。 NCID BB05261410。全国書誌番号:23203602。